# Resseneb
Resseneb war Bürgermeister und Priestervorsteher der altägyptischen Göttin Satis auf Elephantine. Er ist nur von einer Felsinschrift auf der Insel Sehelnarti bekannt. Er datiert wahrscheinlich in die 12. oder 13. Dynastie, kann bisher aber nicht in die Reihenfolge der dort bezeugten Amtsträger eingeordnet werden.